# Ондомозерские озёра
Ондомозерские озёра (Ондомские озёра; устар. Андома, Андомские озёра) — группа озёр в южной части Кольского полуострова. В административном отношении находятся на территории сельского поселения Варзуга Терского района Мурманской области.
Состоит из трёх озёр: Верхнее Ондомозеро, Нижнее Ондомозеро и Среднее Ондомозеро.
| Озеро                   | Верхнее Ондомозеро | Нижнее Ондомозеро | Среднее Ондомозеро |
| ----------------------- | ------------------ | ----------------- | ------------------ |
| Площадь поверхности     | 55 км²             | 31,8 км²          | 7 км²              |
| Объём                   | 0,10 км³           | 0,061 км³         |                    |
| Высота над уровнем моря | 164,9 м            | 162,6 м           | 162,6 м            |
| Средняя глубина         | 1,8 м              | 1,9 м             |                    |
| Максимальная глубина    | 3,6 м              | 6,4 м             |                    |